# Hannivka, Novîi Buh
Hannivka (în ucraineană Ганнівка) este un sat în comuna Barativka din raionul Novîi Buh, regiunea Mîkolaiiv, Ucraina.

## Demografie
Componența lingvistică a localității Hannivka
     Ucraineană (97,46%)
     Rusă (1,97%)
     Alte limbi (0,28%)
Conform recensământului din 2001, majoritatea populației localității Hannivka era vorbitoare de ucraineană (97,46%), existând în minoritate și vorbitori de rusă (1,97%).